# Флавий Павел (консул 496 г.)
Вижте пояснителната страница за други личности с името Флавий Павел.
Флавий Павел (на латински: Flavius Paulus) е политик на Източната Римска империя.
Той е брат на император Анастасий I. Дъщеря му Ирена се омъжва за Олибрий (консул 491 г.), син на Ареобинд (консул 506 г.) и Аниция Юлиана, дъщеря на западноримския император Олибрий и Плацидия. Синът му Флавий Проб е консул 502 г.
През 496 г. Павел е консул без колега.